# Krasnapolle
Krasnapolle (vitryska: Краснаполле) är en köping i Vitryssland.   Den ligger i voblasten Mahiljoŭs voblast, i den östra delen av landet, 260 km öster om huvudstaden Horad Mіnsk. Krasnapolle ligger 165 meter över havet och antalet invånare är 5 844.

## Natur och klimat
Terrängen runt Krasnapolle är mycket platt. Runt Krasnapolle är det glesbefolkat, med 9 invånare per kvadratkilometer.. Det finns inga andra samhällen i närheten. 
Trakten runt Krasnapolle består till största delen av jordbruksmark.  Trakten ingår i den hemiboreala klimatzonen. Årsmedeltemperaturen i trakten är 4 °C. Den varmaste månaden är juli, då medeltemperaturen är 19 °C, och den kallaste är december, med −12 °C.